# Durek Verrett
Durek Verrett (ur. 17 listopada 1974 w Sacramento jako Derek David Verrett) – amerykański propagator teorii spiskowych, terapeuta alternatywny i samozwańczy szaman. Media i inni obserwatorzy powszechnie określali go jako oszusta i zwolennika teorii spiskowych, przestępca.
W swojej książce Spirit Hacking promuje kilka pseudonaukowych poglądów. Twierdzi przykładowo, że przygodny seks przyciąga podziemne duchy, które wywierają efekt na wnętrzu waginy kobiety i oferuje ćwiczenia, które mają na celu „oczyszczenie” wspomnianej waginy. Pisze, że dzieci chorują na raka, ponieważ tego chcą. Sugeruje, że chemioterapia nie działa i jest stosowana u pacjentów onkologicznych tylko dlatego, że lekarze na niej zarabiają. Propaguje teorię spiskową o reptilianach i sam uważa się za reptilianina. Uważa technologię 5G za spisek „tych, którzy zniewalają planetę”. Twierdzi, że wiedział o zamachach z 11 września 2001 dwa lata przed ich przeprowadzeniem, ale nie zdecydował się na interwencję. Twierdzi, że potrafi „poruszać atomy” i dosłownie zmniejszyć wiek ludzi.
Verrett porzucił szkołę średnią i twierdzi, że był tancerzem, modelem, osobowością telewizyjną, poetą i choreografem. Propaguje rozmaite praktyki neoszamanistyczne, mające swoje korzenie w New Age. W 2024 został opisany jako jeden z „20 sławnych teoretyków spiskowych” obok Davida Icke'a i Aleksa Jonesa. Norweska gazeta „Bergens Tidende” zakwestionowała rzekomy celebrycki status Verretta, opisując go jako „w najlepszym razie gwiazdę klasy D”. Verrett złożył wiele fałszywych oświadczeń na temat swojej kariery, m.in. metodami szamańskimi leczył dzieci z rakiem w Centrum Medycznym Shamir w Izraelu (szpital zaprzeczył). Jak sam przyznał, był skazany za kilka przestępstw przeciwko mieniu oraz za przemoc domową; odbywał karę więzienia w Stanach Zjednoczonych.
Verrett wcześniej żył otwarcie jako homoseksualista i pozostawał w długotrwałym związku ze swoim partnerem Hankiem Greenbergiem. Greenberg oskarżył go o manipulacyjne zachowanie i niebezpieczną naturę. W 2024 Verrett poślubił 52-letnią norweską księżniczkę Martę Ludwikę, która określa się jako jasnowidzka. Jest członkinią norweskiej rodziny królewskiej, córką króla Haralda V. Verrett i Marta Ludwika sprzedali prawa do ceremonii ślubnej brytyjskiemu magazynowi „Hello!”. Norweskie media określiły ślub jako „żenujący”; skrytykowały parę za wykorzystywanie wartości i symboli narodowych dla osobistych korzyści finansowych.